# 4571 Grumiaux
4571 Grumiaux је астероид главног астероидног појаса чија средња удаљеност од Сунца износи 3,167 астрономских јединица (АЈ).
Апсолутна магнитуда астероида је 12,0.